# Zenon Harasym
Zenon Harasym (ur. 12 maja 1941 w Borysławiu) – polski artysta fotograf uhonorowany tytułami Artiste FIAP (AFIAP) oraz Excellence FIAP (EFIAP). Członek rzeczywisty Okręgu Dolnośląskiego Związku Polskich Artystów Fotografików. Autor książek o historii fotografii. Kolekcjoner starych fotografii. Członek Stowarzyszenia Historyków Fotografii.

## Życiorys
Zenon Harasym w 1964 ukończył studia na Politechnice Wrocławskiej (doktorat w Instytucie Metrologii Elektrycznej Politechniki Wrocławskiej – w 1976), związany z dolnośląskim środowiskiem fotograficznym – od 1946 mieszka, pracuje, tworzy we Wrocławiu. Jest pracownikiem naukowym Instytutu Komputerowych Systemów Automatyki i Pomiarów we Wrocławiu. Miejsce szczególne w jego twórczości zajmuje fotografia abstrakcyjna, fotografia architektury, fotografia dokumentalna, fotografia krajobrazowa, fotografia martwej natury, fotografia podróżnicza, fotografia portretowa. W 1961 był współzałożycielem artystycznej grupy twórczej sześć, w 1965 artystycznej grupy twórczej Odra 65, w 1973 artystycznej grupy twórczej 1111. 
Zenon Harasym jest autorem i współautorem wielu wystaw fotograficznych; kilkudziesięciu indywidualnych, kilkuset zbiorowych oraz pokonkursowych – w Polsce i za granicą, podczas których otrzymał wiele akceptacji, nagród, wyróżnień, dyplomów, listów gratulacyjnych. Jest autorem oraz współautorem wielu książek nawiązujących do tematyki historii fotografii oraz autorem poradników poświęconych fotografii kolekcjonerskiej. Od początku lat 80. XX wieku jest kolekcjonerem starych fotografii. W 1978 został przyjęty w poczet członków rzeczywistych Okręgu Dolnośląskiego Związku Polskich Artystów Fotografików (legitymacja nr 518). W 2007 za twórczość fotograficzną i pracę na rzecz fotografii został uhonorowany nagrodą Marszałka Województwa Dolnośląskiego. W 2015 oraz 2022 został stypendystą Marszałka Województwa Dolnośląskiego. 
Fotografie Zenona Harasyma mają w swoich zbiorach m.in. Liptowskie Muzeum w Rużomberku (Słowacja), Muzeum Historii Fotografii im. Walerego Rzewuskiego w Krakowie, Muzeum Narodowe we Wrocławiu, Muzeum Sportu i Turystyki w Warszawie, Zeiler Photo und Film (Niemcy).

## Odznaczenia
- Odznaka honorowa „Zasłużony dla Kultury Polskiej” (2009)[17]
- Odznaka Honorowa Złota Zasłużony dla Województwa Dolnośląskiego (2017)

Źródło

## Wystawy indywidualne
- Człowiek między ludźmi – Biuro Wystaw Artystycznych (Legnica 1971)
- Aneksja pejzażu – Galeria Foto Medium Art (Wrocław 1979)
- Pejzaże sygnowane – Liptovske Muzeum Ruzomberok (Czechosłowacja 1980)
- Photos and sequences – Fotohuset Göteborg (Szwecja 1981)
- Fotografia 1977–1987 – Galeria Propozycji (Opole 1988)
- Fotografia z nieznajomym – Galeria Mała Kladno (Czechosłowacja 1989)
- Retrospektion – Galeria Kiek in de Kok – Tallinn (Estonia 1990)
- Dedykacje – Galeria Foto Medium Art (Wrocław 1993)
- Otchłanie chaosu – Galeria Foto Medium Art (Wrocław 1994)
- Przestrzeń porozumienia – Galeria Foto Medium Art (Wrocław 1994)
- W naturę i sztukę fizycznie – Galeria Sztuki KOK (Kłodzko 1996)
- Wizje chaosu – Biuro Wystaw Artystycznych (Kalisz 1998)
- M-Art. Hommage to Bożena Michalik – Biuro Wystaw Artystycznych (Wrocław 2002)
- M-Art. Epitafium dla matki – Muzeum Miejskie Wrocławia (Wrocław 2004)
- Foto obiekty – Galeria 2 piętro (Wrocław 2004)
- Narkoza – Galeria 2 piętro (Wrocław 2006)
- Tran s-Figuracje – Biuro Wystaw Artystycznych (Wrocław 2008)
- Pejzaże i obiekty sygnowane – Galeria Za Szafą (Wrocław 2019)[18]
- Niekończący się spektakl – Galeria Fotografii ZPAF (Wrocław 2023)[8]
- (Nie)znajomi – Galeria Dolna Biura Wystaw Artystycznych (Kielce 2024)[19]
- Obiekty nieartystyczne – Galeria Fotografii ZPAF (Wrocław 2025)[1]

Źródło

## Wybrane publikacje (autor i współautor książek)
- Fotografia we Wrocławiu 1945–1997 (1997)[3][20]
- Wyspy szczęśliwe. Fotografia podróżnicza w drugiej połowie XIX wieku (2005)[3]
- Stare fotografie. Poradnik kolekcjonera (2005)[9][21]
- Pióro Fredry (2007)[3]
- Pisane światłem. Antologia poezji inspirowanej fotografią (2007)[22]
- W krainie dzieciństwa (2008)[23]
- Ze starego albumu. O dawnych fotografiach carte de visite i cabinet portrait (2011)[24]
- Fotografia w zwierciadle poczty (Muzeum Historii Fotografii w Krakowie 2020)[25]
- Niekończący się spektakl (Oficyna Wydawnicza Kulawiak Ostrzeszów 2021)[26]
- Twarz ulicy (Oficyna Wydawnicza Kulawiak Ostrzeszów 2022)[27]
- Tak dla fotografii. Tak dla sztuki (Oficyna Wydawnicza Kulawiak Ostrzeszów 2023)[28]
- Nie traćmy się z oczu. Autoportret dedykowany (Zenon Harasym / Oficyna Wydawnicza Kulawiak 2024)[29]